# Rybník Pařez
Rybník Pařez je přírodní rezervace poblíž obce Kaliště v okrese Pelhřimov v nadmořské výšce 568–568 metrů. Oblast spravuje Krajský úřad Kraje Vysočina. Důvodem ochrany je soubor vodních a mokřadních ekosystémů zahrnujících početnou skupinu zvláště chráněných druhů. Vyskytuje se tu například kriticky ohrožená třtina nachová